# Athikatte, Gubbi
Athikatte là một làng thuộc tehsil Gubbi, huyện Tumkur, bang Karnataka, Ấn Độ.